# Селлари, Грегорио
Грегорио Селлари (итал. Gregorio Selleri; 12 июля 1654, Паникале, Папская область — 31 мая 1729, Рим, Папская область) — итальянский куриальный кардинал, доминиканец. Секретарь Священной Конгрегации Индекса с 1 февраля 1707 по 12 марта 1711. Магистр Апостольского дворца с 12 марта 1711 по 31 мая 1729. Кардинал in pectore с 9 декабря 1726 по 30 апреля 1728. Кардинал-священник с 30 апреля 1728, с титулом церкви Сант-Агостино с 10 мая 1728.